# Євгена Чикаленка, 11 (Київ)
Буди́нок із ле́вами — один із київських прибуткових будинків архітектора Олександра Кривошеєва. Розташований на вулиці Євгена Чикаленка, 11. Виразний зразок пишного оздоблення фасаду київських прибуткових будинків.

## Будівництво і використання будівлі

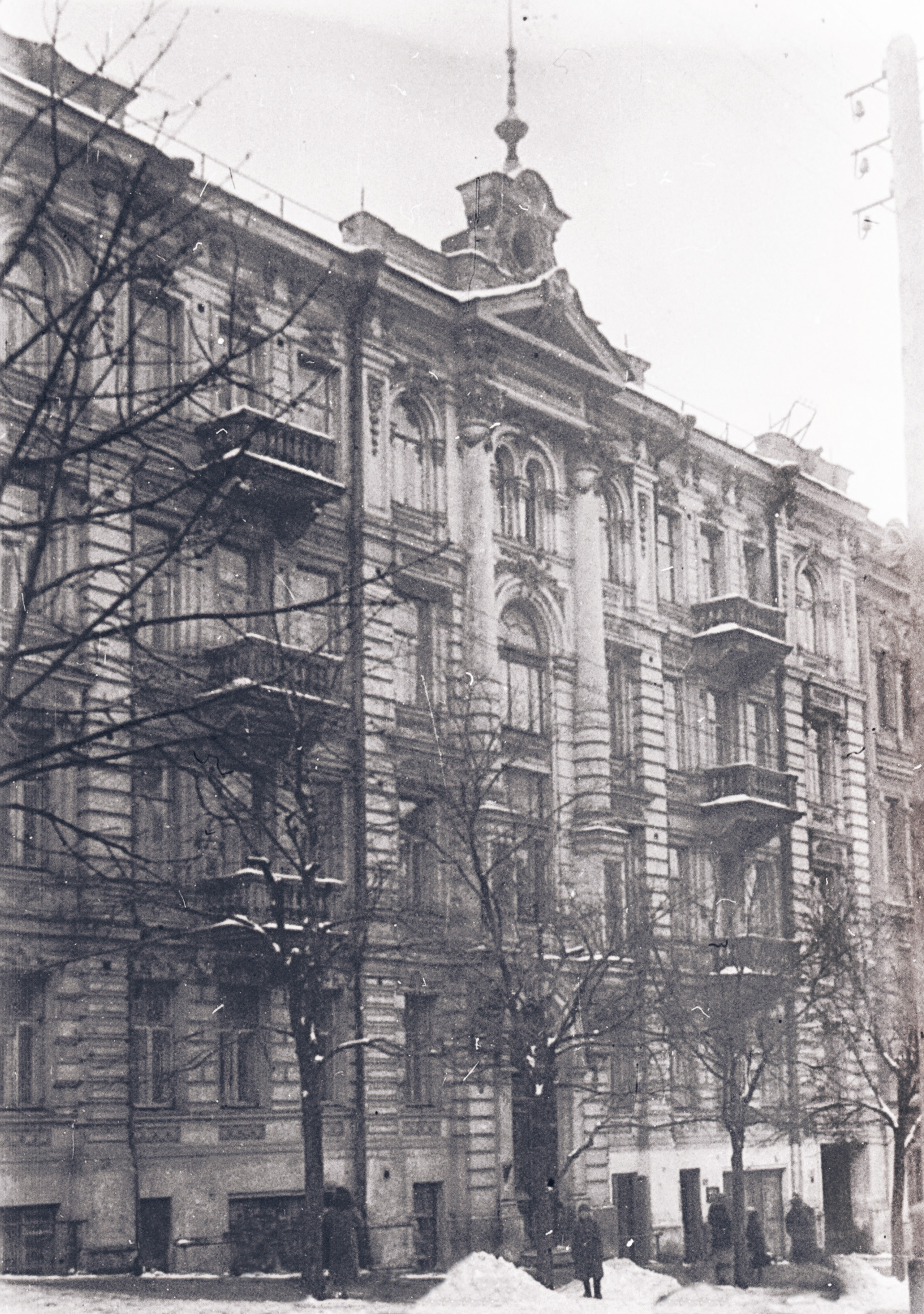
Будинок на фото приблизно 1934 року

Станом на 1882 рік власником садиби був Михайло Мищенко. У наступні роки її розділили на дві ділянки. До 1889 року ділянка № 11 перейшла у власність О. М. Крижановської. Згодом ділянку придбав купець першої гільдії Хаїм Файбишенко. Він замовив проєкт кам'яниці, імовірно, архітектору Олександру Кривошеєву. Завершили будівництво у 1899 році нові власники Модзалевські Семен, Казимир і Михайло. 1914 року будинок придбав Ф. С. Янишевський.
У 1902—1905 роках у будинку мешкав міський архітектор Олександр Кривошеєв (1859—1916).
У 1922 році будинок націоналізували більшовики.

## Архітектура
Чотириповерхова, односекційна, прямокутна у плані, цегляна, пофарбована споруда має цокольному напівповерх, пласкі перекриття і бляшаний вальмовий дах. На кожному поверсі по дві шестикімнатні квартири. У цокольному напівповерсі була квартира й дві крамниці.
Чоловий фасад має симетричну композицію з проїздом на подвір'я на правому фланзі. Вирішений у стилі історизму з неоренесансно-бароковими елементами. Фасад рустований.
Центральна вісь на рівні третього і четвертого поверхів акцентована портиком з двох тричвертних коринфських колон. У тимпані трикутного фронтону розміщено картуш із маскароном.
За основним фронтоном розташований бароковий криволінійний фронтон із наскрізним прорізом у формі «бичаче око».
Колони стоять на навісних постаментах. Кронштейни під ними прикрашені лев'ячими маскаронами.
Вхідний портал оздоблений напівциркульною аркою. Над ним — картуш із дворянським гербом, на якому зображення не збереглося.
Площина стіни прикрашені ліпниною у вигляді гірлянд, орнаментів, маскаронів.
Фланги увінчані прямими аттиками.
Парадні сходи — гранітні з металевим огородженням. Вікна прямокутні й аркові.
Тильний фасад декорований за допомогою цегляного мурування.

## Галерея

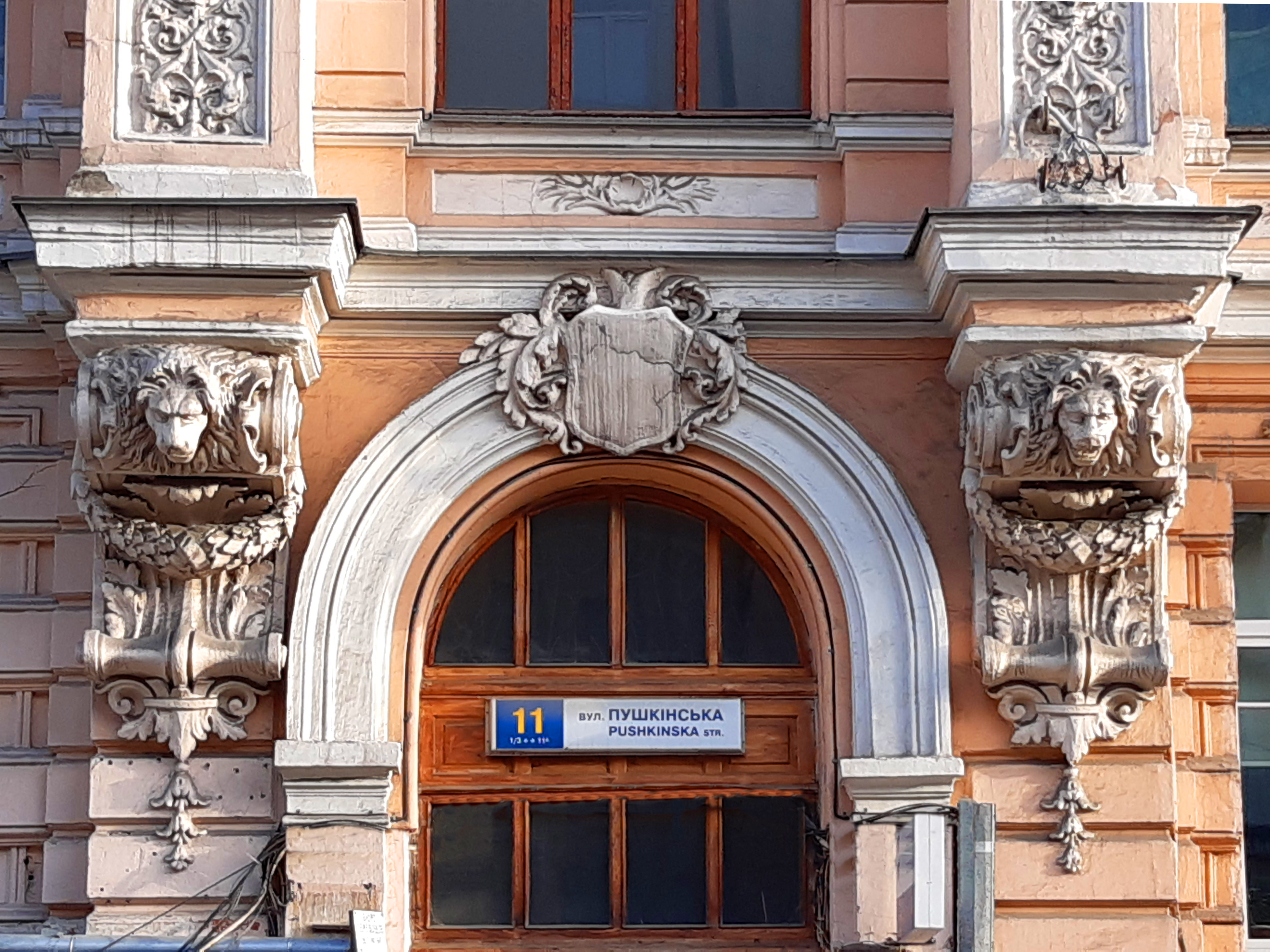
Портал, лев'ячі маскарони й картуш із гербом
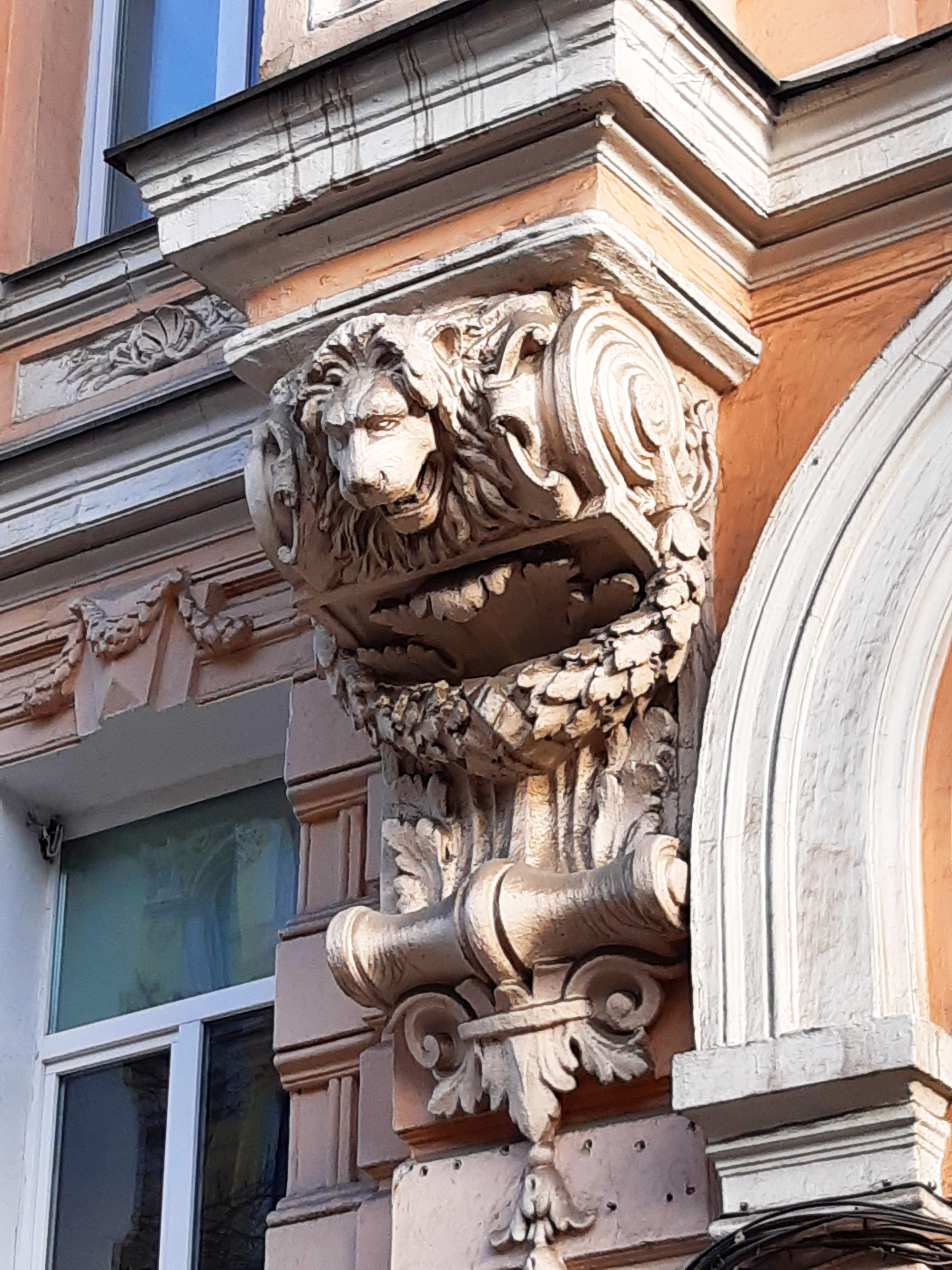
Кронштейн із лев'ячим маскароном
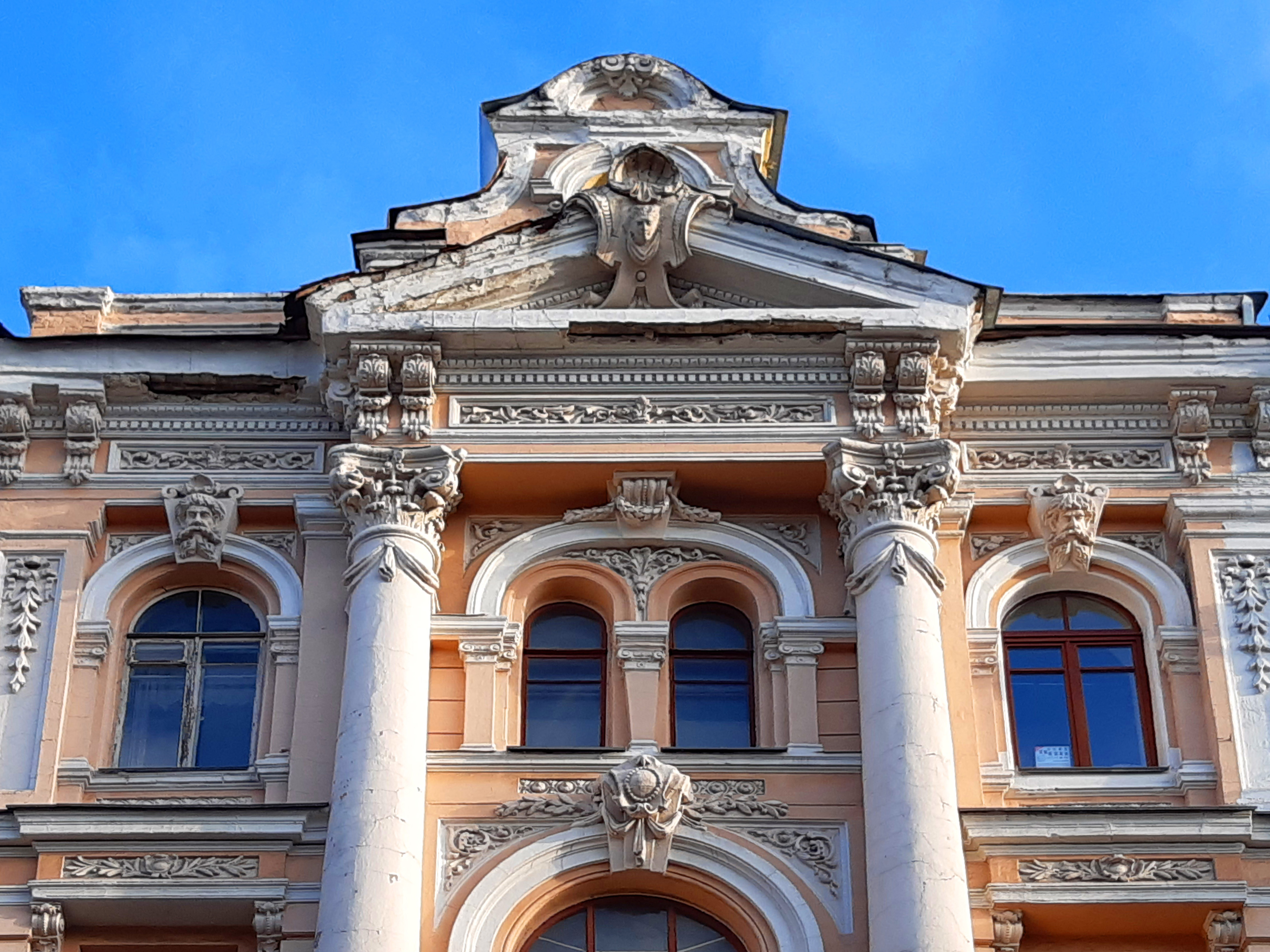
Трикутний фронтон із картушем і маскароном